# Hypena indistincta
Hypena indistincta là một loài bướm đêm trong họ Erebidae.